# Distoleon solitarius
Distoleon solitarius is een insect uit de familie van de mierenleeuwen (Myrmeleontidae), die tot de orde netvleugeligen (Neuroptera) behoort. 
Distoleon solitarius is voor het eerst wetenschappelijk beschreven door Hölzel in 1970.